# Miquel Barceló

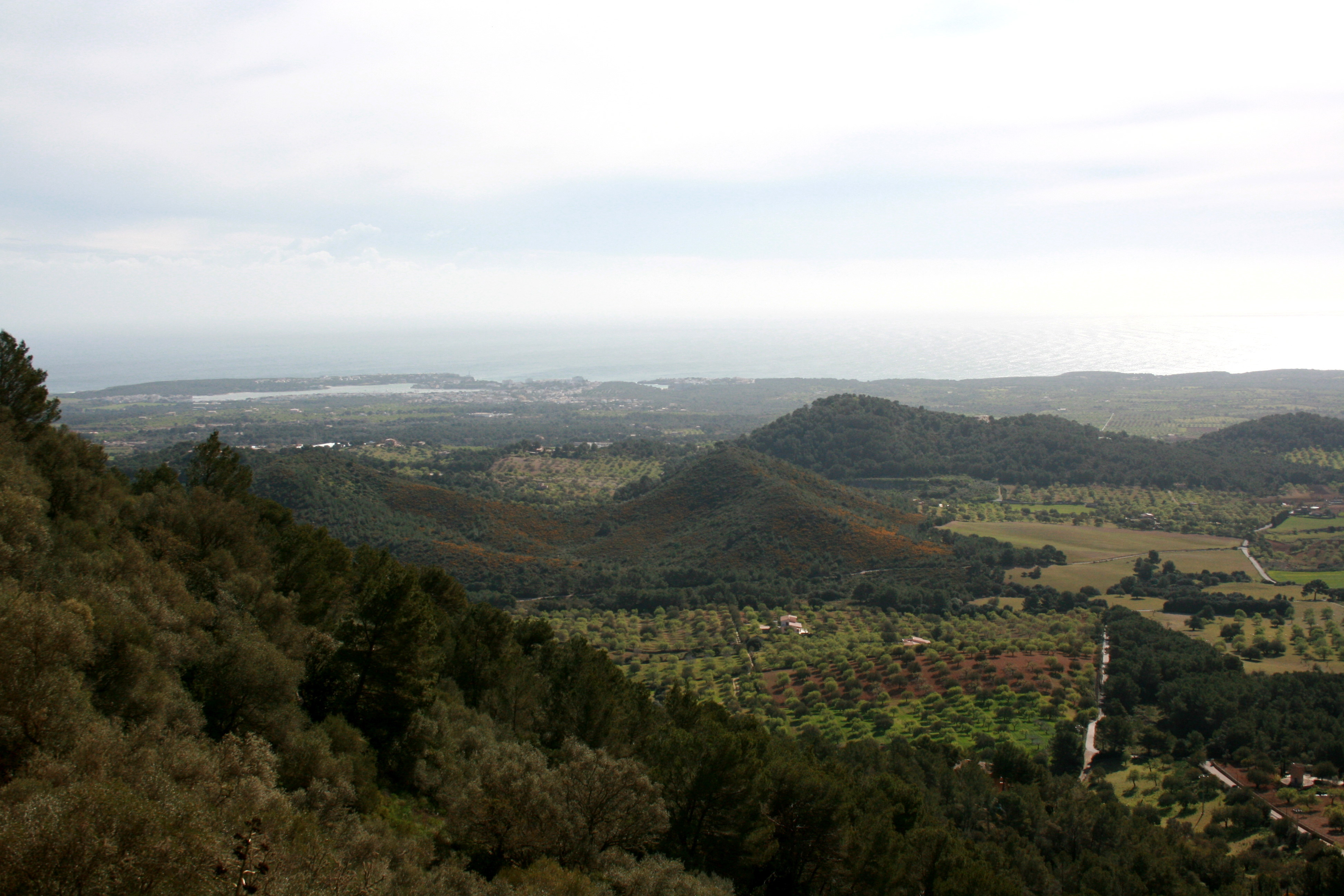
Krajobraz Felanitx.

Miquel Barceló Artigues (ur. 8 stycznia 1957 w Felanitx, Majorka) – jeden z najbardziej cenionych i znanych artystów hiszpańskich, we współczesnych latach. Wszechstronnie uzdolniony. Jego twórczość opiera się na malarstwie, rzeźbiarstwie terakotowym i ceramicznym, a także ilustracji książek. Ilustrator dzieł Dantego, amerykańskiego poety i prozaika Paula Bowlesa, a także Enrique Juncosa. Przedstawiciel hiszpańskiej transawangardy, sztuki, która wyrasta ze sprzeciwu wobec modernizmu, formalizmu i stylistycznej spójności.

## Życiorys
Miquel Barceló urodził się 8 lutego 1957 roku w Felanitx, miasteczku o niezbyt dużej liczbie mieszkańców, położonym w południowo-wschodniej części Majorki. Miquel od najmłodszych lat miał kontakt ze sztuką. Jego matka Francisca Artigues zajmowała się malarstwem. Swoim hobby zaraziła także Barceló. Wspólnie spędzali czas malując krajobrazy, czy też przedmioty codziennego użytku. Od 1972 roku Miquel uczęszczał do Szkoły Sztuki i Rzemiosła Artystycznego (Escola d'Arts i Oficis de Palma de Mallorca) w stolicy Majorki, Palma de Mallorca, lecz dwa lata później, w 1974 roku przeniósł się na Akademię Sztuk Pięknych w Barcelonie (L'Escola Superior de Belles Arts de Sant Jordi). Pierwsza podróż do Paryża i zwiedzanie wystawy Jeana Paulhana, sprawiła, że Barceló poprzez prace takich artystów jak Paul Klee, Jean Fautrier, Wols i Jean Dubuffet, odkrył styl art brut, który pozostawił duży wpływ na jego wczesne prace. W 1975 roku, w wieku 18 lat Barceló porzucił studia w Barcelonie i powrócił na Majorkę, gdzie w 1976 został najmłodszym członkiem grupy konceptualno-awangardowej Taller Llunàtic, zrzeszającej młodych malarzy i poetów, którzy wyrażali swoje poglądy poprzez organizowanie różnorodnych akcji protestacyjnych. W 1977 roku realizuje swoją pierwszą wystawę w Barcelonie w Galerii Mec-Mec. Uczestnictwo w międzynarodowych imprezach artystycznych takich jak Biennale w São Paulo w 1981 roku, czy też VII Documenta w Kassel w 1982 roku, sprawiło, że prace Barceló obecne były na najbardziej prestiżowych, światowych wystawach, a sam artysta został ogłoszony największym objawieniem sztuki hiszpańskiej lat osiemdziesiątych. W latach 1982–1984 dużo podróżował. Zwiedził między innymi Austrię, Włochy, Grecję, Turcję, Nowy Jork i Portugalię. Miquel Barceló długi czas przebywał w Mali. Kraj Afrykański miał duży wpływ na twórczość artysty. W 1992 roku wziął potajemny ślub z Holenderką Cécile Franken. Kilka miesięcy później narodziło się pierwsze dziecko Barceló, córeczka Marcèlle. Rodzina zamieszkała w domu-pracowni na Majorce. W 1996 roku na świecie pojawiło się kolejne dziecko Miquela i Cécile, Joaquim. W 2002 roku artysta zilustrował Boską Komedię Dantego, a w 2007 roku zaprojektował i ozdobił ceramicznym ołtarzem kaplicę (la capilla del Santísimo) w katedrze w stolicy Majorki, Palma de Mallorca, który obrazuje cud rozmnożenia chleba i ryb. W 2008 roku w Centrum Sztuki Współczesnej w Maladze, ukazanych zostało 84 afrykańskich prac artysty. W listopadzie tego samego roku została oddana opinii publicznej dekoracja kopuły sali XX w Pałacu Narodów w Genewie. Praca ta obejmuje 1600 metrów kwadratowych, a koszt jej wyniósł 20 milionów euro. Dzieło podziwiać można jedynie częściowo, ze względu na dużą powierzchnię. W Madrycie i Barcelonie w centrum sztuki CaixaForum w 2010 roku miała miejsce wystawa Miquel Barceló. 1983-2009. La solitude organisative prezentująca dzieła artysty powstałe w ostatnich 25 latach.
Obecnie Miquel Barceló Artigues mieszka na trasie Paryż, Majorka i Mali. Od 13 września 2011 roku do 29 maja 2012 roku na Union Square na Manhattanie w Nowym Jorku można podziwiać jedną z najsłynniejszych rzeźb Barceló Gran Elefan Dret wystawioną przez Marlborough Gallery.

## Twórczość

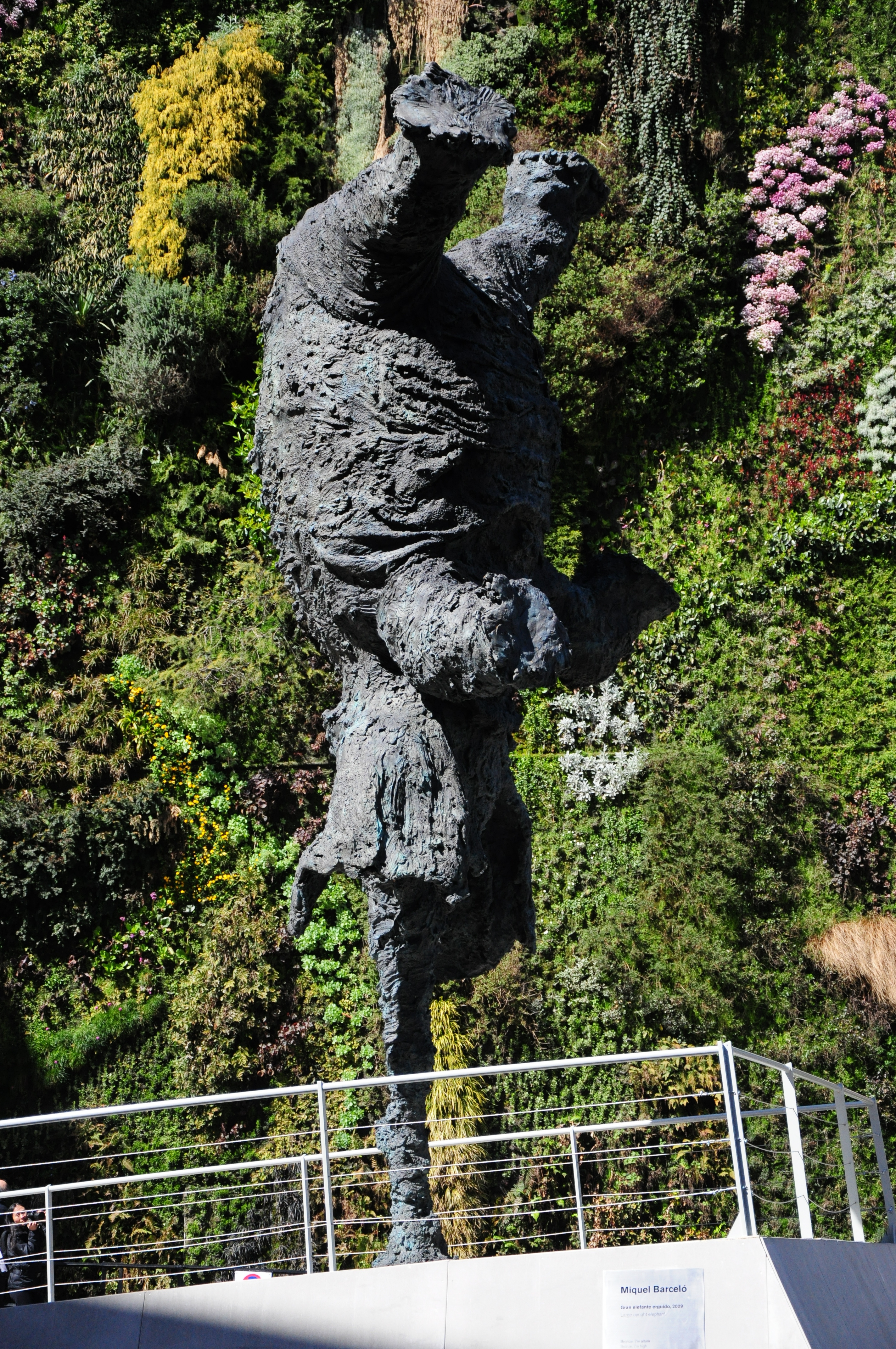
Gran elefant dret, 2004, wystawa w Madrycie

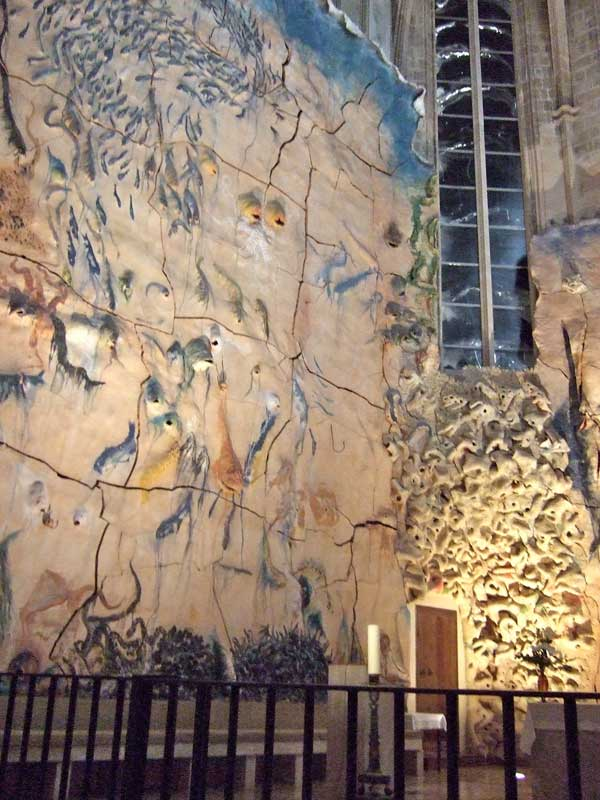
Rzeźba na katedrze La Seu Palma de Mallorca

Na początkową twórczość artysty duży wpływ miały prace Joana Miró, Jacksona Pollocka i Antoniego Tàpiesa, sztuka konceptualna i art brut. Ukazują to ogromne obrazy z lat siedemdziesiątych o tematyce zwierzęcej. W późniejszych latach Barceló skupił się na malarstwie tradycyjnym. Inspirację czerpał także z przyrody, w szczególności z krajobrazu afrykańskiego. Pobyt w Mali miał największy wpływ na twórczość artysty. Dzieła powstałe w tym okresie odzwierciedlają refleksję nad zagadnieniami związanymi z naturą, przemijającym czasem czy ludzkim pochodzeniem. W ostatnich latach twórczość Barceló posiada odniesienie bardziej intelektualne i abstrakcyjne. W marcu 2007 roku ozdobił kaplicę na Majorce, tworząc w glinie rzeźbę składającą się z dwóch światów, prezentującą owoce morza i owoce ziemi. W maju 2007 roku rozpoczął prace wykończeniowe kopuły XX sali Pałacu Narodów w Genewie, gdzie odbywają się posiedzenia Rady Praw Człowieka. W listopadzie 2008 roku praca została ukończona. Literatura była także jedną z jego inspiracji. Zajął się także ilustrowaniem książek.

## Nagrody
Miquel Barceló jest laureatem licznych nagród m.in.:
- Premio Icaro de artes plásticas (1984)
- Premio Nacional de Artes Plásticas de España (1986)
- Premi Nacional de Catalunya d'Arts Plàstiques (1999)
- Złoty Medal Regionu Autonomicznego Illes Balears (2000)
- Doctor honoris causa Uniwersytetu Illes Balears (2001)
- Nagroda Księcia Asturii w dziedzinie sztuki (2003)
- Nagroda FAD Sebastià Gasch d'arts parateatrals, za performance Paso doble (2006)
- Nagroda Sorolla, przyznana przez Hispanic Society of America in New York (2007)
- Nagroda Gabriel Alomar (2008)